# جوبي مكانوف
جويل جوشوا فريدريك ملفين مكانوف  (بالإنجليزية: Joel Joshua Frederick Melvin McAnuff)‏ هو لاعب كرة قدم جامايكي ، مواليد 9 نوفمبر 1981م في إنجلترا ، يلعب في نادي ليتون أورينت الإنجليزي، ومثل منتخب جامايكا لكرة القدم في بطولة كوبا أمريكا 2015 التي أقيمت في تشيلي .

## روابط خارجية
- جوبي مكانوف على موقع قاعدة بيانات كرة القدم.إي يو (الإنجليزية)
- جوبي مكانوف على موقع ناشيونال فوتبول تيمز (الإنجليزية)
- جوبي مكانوف على موقع Soccerbase.com (لاعب) (الإنجليزية)
- جوبي مكانوف على موقع Soccerway.com (الإنجليزية)
- جوبي مكانوف على موقع عالم كرة القدم.نت (الإنجليزية)
- جوبي مكانوف على موقع AS.com (الإسبانية)